# Franz Xaver Pritz

Franz Xaver Pritz, Lithographie von Adolf Dauthage, 1854

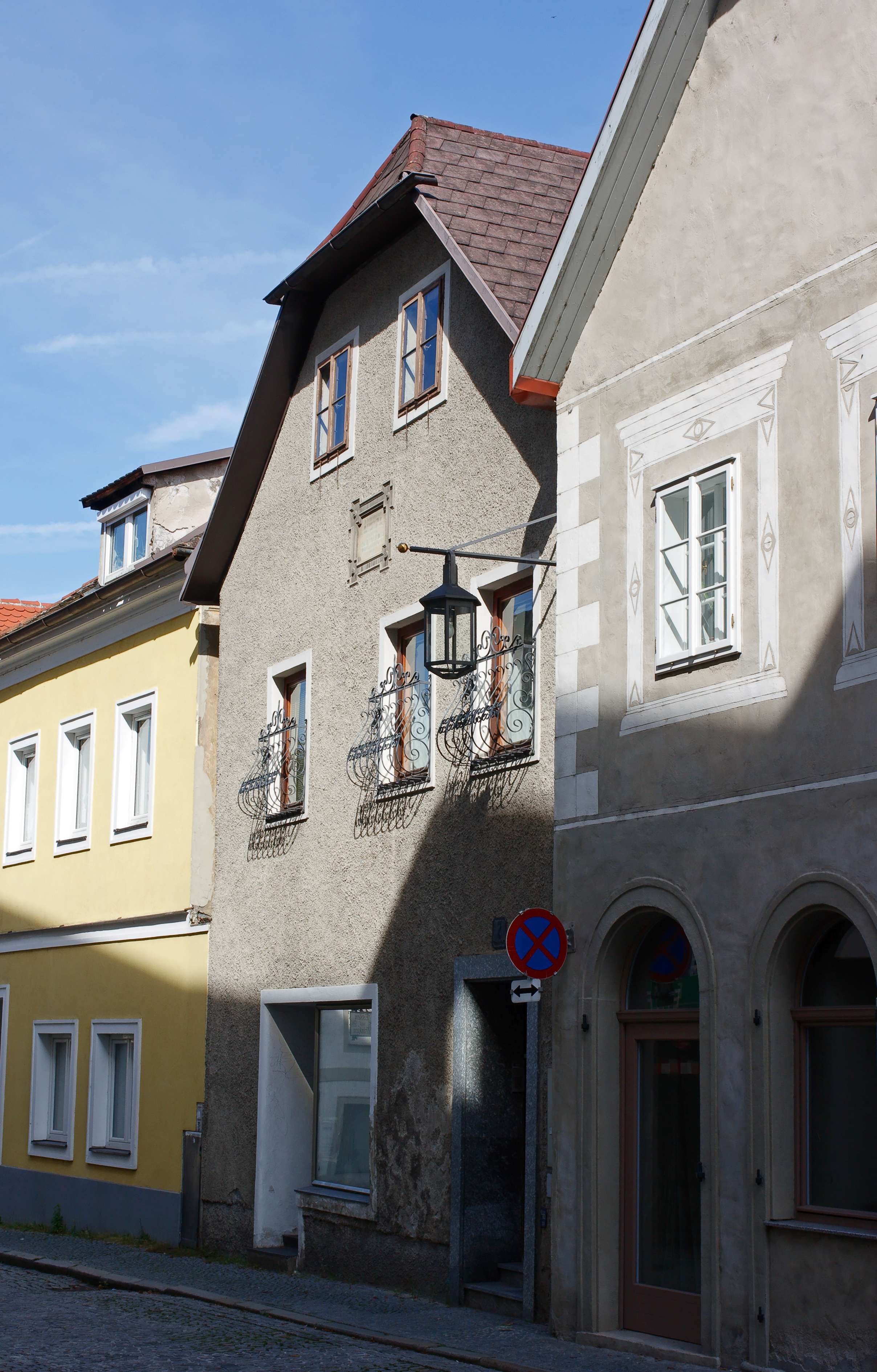
Geburtshaus in der Steyrer Johannesgasse

Franz Xaver Pritz (* 4. November 1791 in Steyr, Oberösterreich; † 22. März 1872 in Ansfelden, Oberösterreich) war ein österreichischer Theologe. Er war Augustinerchorherr und Historiker.

## Leben
Er war Chorherr des Stiftes St. Florian. Nach dem Theologiestudium in Linz wurde er 1815 zum Priester geweiht und ging zunächst in die Pfarrseelsorge nach Mauthausen. Von 1817 bis 1855 war er Professor für Altes Testament am Lyzeum in Linz, danach wurde er Pfarrer in Wallern an der Trattnach und später in Ansfelden (1862–1872). 1851 wurde er korrespondierendes Mitglied der kaiserlichen Akademie der Wissenschaften, 1856 wurde ihm das Ritterkreuz des Franz-Joseph-Ordens verliehen. Vergleichbare Chorherren-Historiker sind: Raimund Duellius, Jodok Stülz und Joseph Chmel.

## Posthume Ehrungen
Folgende Straßen sind nach Franz Xaver Pritz benannt:
- In Steyr verbindet die Pritzgasse den Rennbahnweg mit der Pestalozzistraße.[2]
- In Linz gibt es die Pritzstraße seit dem Jahr 1935.[3]
- In Ansfelden ist die Franz-Xaver-Pritz-Straße nach ihm benannt.

Die Gedenktafel an seinem Geburtshaus (Johannesgasse 7) wurde am 8. November 1891 enthüllt.

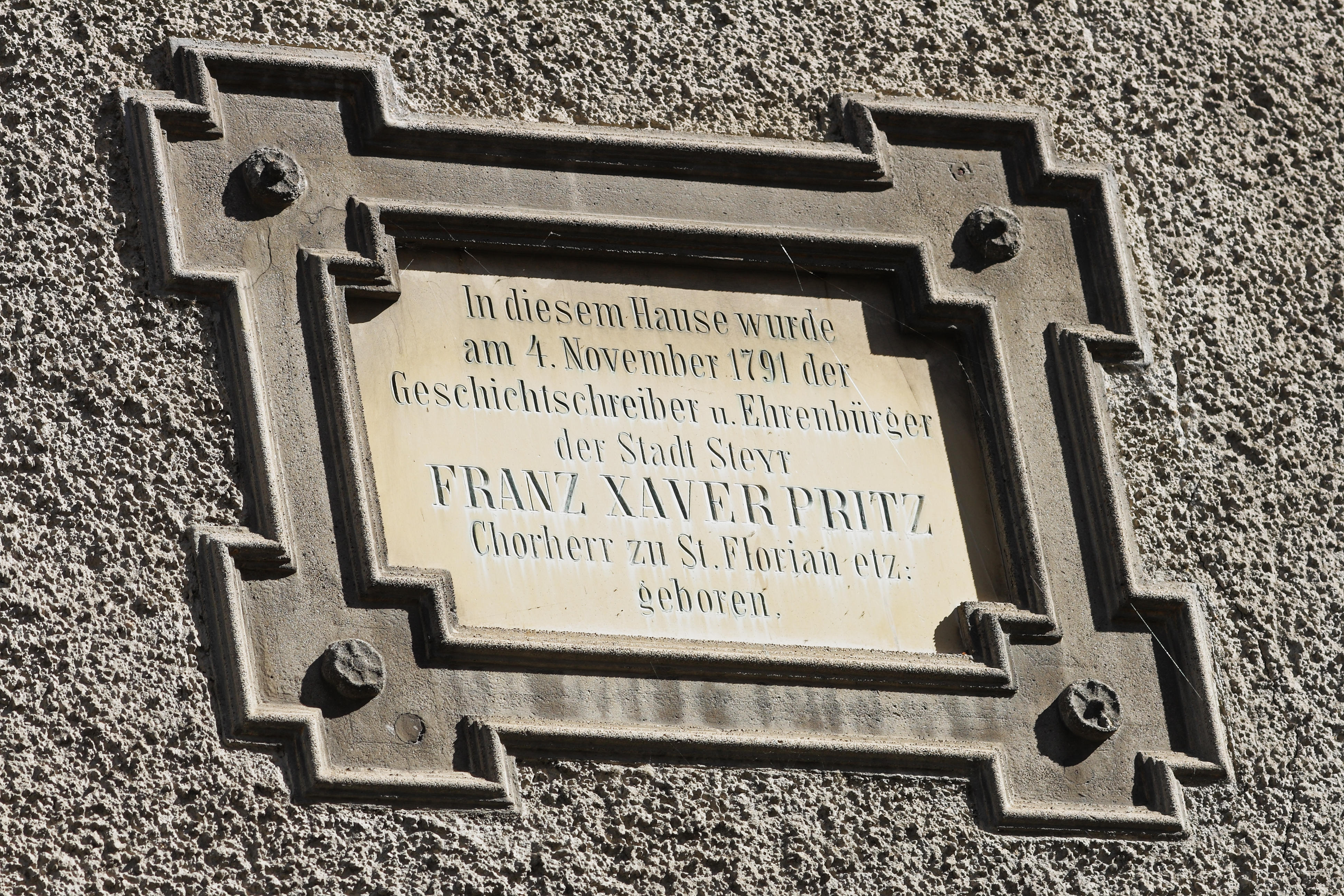
Gedenktafel am Geburtshaus

## Werke
Pritz verfasste sowohl theologische als auch historische Werke, die historischen sind von bleibender Bedeutung. Zusätzlich zu den hier angeführten Werken erschienen diverse wertvolle Beiträge in historischen Fachzeitschriften.
- Beschreibung und Geschichte der Stadt Steyer und ihrer nächsten Umgebungen. Nebst mehreren Beyträgen betreffend die Geschichte der Eisengewerkschaft und der Klöster Garsten und Gleink. Quirin Haslinger, Linz 1837 (landesbibliothek.at).
- Geschichte der ehemaligen Benedictinerklöster Garsten und Gleink. Linz 1841.
- Geschichte der steirischen Ottokare und ihrer Vorfahren, bis zum Aussterben dieses Stammes im Jahre 1192. In: Beiträge zur Landeskunde von Oesterreich ob der Enns. V. Lieferung. Linz 1846, S. 119–365 (Sonderabdruck: eingeschränkte Vorschau in der Google-Buchsuche).
- Geschichte des Landes ob der Enns von der ältesten bis zur neuesten Zeit. Quirin Haslinger, Linz 1846–47, 2 Bände: Erster Band (bis 1283; landesbibliothek.at) und Zweiter Band (landesbibliothek.at).
- Geschichte des Landes Ob der Enns, kurz bearbeitet für Schule und Haus. Quirin Haslinger, Linz 1849.
- Die Gründung des Collegiatstiftes weltlicher Chorherren zu Matighofen. In: Archiv für Kunde österreichischer Geschichtsquellen. Band 5. Wien 1851, S. 639–659.
- Ein Beitrag zur Geschichte der Lamberge von Steier besonders in jüngerer Zeit. In: Archiv für Kunde österreichischer Geschichtsquellen. Band 7, Wien 1851, S. 187–203.
- Geschichte des aufgelassenen Stiftes der regulirten Chorherren des heil. Augustinus zu Waldhausen im Lande ob der Enns. In: Archiv für Kunde österreichischer Geschichtsquellen. Band 7, Wien 1853, S. 305–350 (Sonderabdruck: eingeschränkte Vorschau in der Google-Buchsuche).
- Geschichte des einstigen Collegiatstiftes weltlicher Chorherren zu Spital am Pyrn im Lande ob der Enns. In: Archiv für Kunde österreichischer Geschichtsquellen. Band 10, Wien 1853, S. 241–328.
- Geschichte des aufgelassenen Cistercienser-Klosters Baumgartenberg im Lande ob der Enns. In: Archiv für Kunde österreichischer Geschichtsquellen. Band 11, Wien 1854, S. 1–62 (landesbibliothek.at).
- Beiträge zur Geschichte von Münzbach und Windhaag in Oberösterreich im ehemaligen Machlandviertel. In: Archiv für Kunde österreichischer Geschichtsquellen. Band 15, Wien 1855, S. 133–184.
- Beiträge zur Geschichte des aufgelassenen Chorherrnstiftes Suben. In: XVI. Jahresbericht des Museums Francisco-Carolinum in Linz. Linz 1856 (ooegeschichte.at [PDF]).
- Geschichte des aufgelassenen Stiftes der regulirten Chorherren des heiligen Augustin zu Ranshofen in Oberösterreich. In: Archiv für Kunde österreichischer Geschichtsquellen. Band 17, K.u.k. Hof- und Staatsdruckerei, Wien 1857, S. 327–435 (Sonderabdruck: landesbibliothek.at).